# Platygaster minima
Platygaster minima är en stekelart som först beskrevs av Durgadas Mukerjee 1978.  Platygaster minima ingår i släktet Platygaster och familjen gallmyggesteklar. Inga underarter finns listade i Catalogue of Life.